# Apple Worldwide Developers Conference
Apple Worldwide Developers Conference, abreviat WWDC, este o conferință anuală din California ținută de Apple Inc.. Conferința este utilizată în principal de Apple pentru a prezenta software-uri și tehnologii noi pentru dezvoltatori, precum și oferirea unor laboratoare hands-on și sesiuni de feedback.Numărul de participanți variază de obicei între 2,000 la 4,200 de dezvoltatori, cu toate acestea, în timpul WWDC din 2007, Steve Jobs a precizat că au existat peste 5.000 de participanti. La WWDC din 2008-2010 au fost prezenți puțin peste 5.000 de participanți (inclusiv 5200 de participanți speciali). 

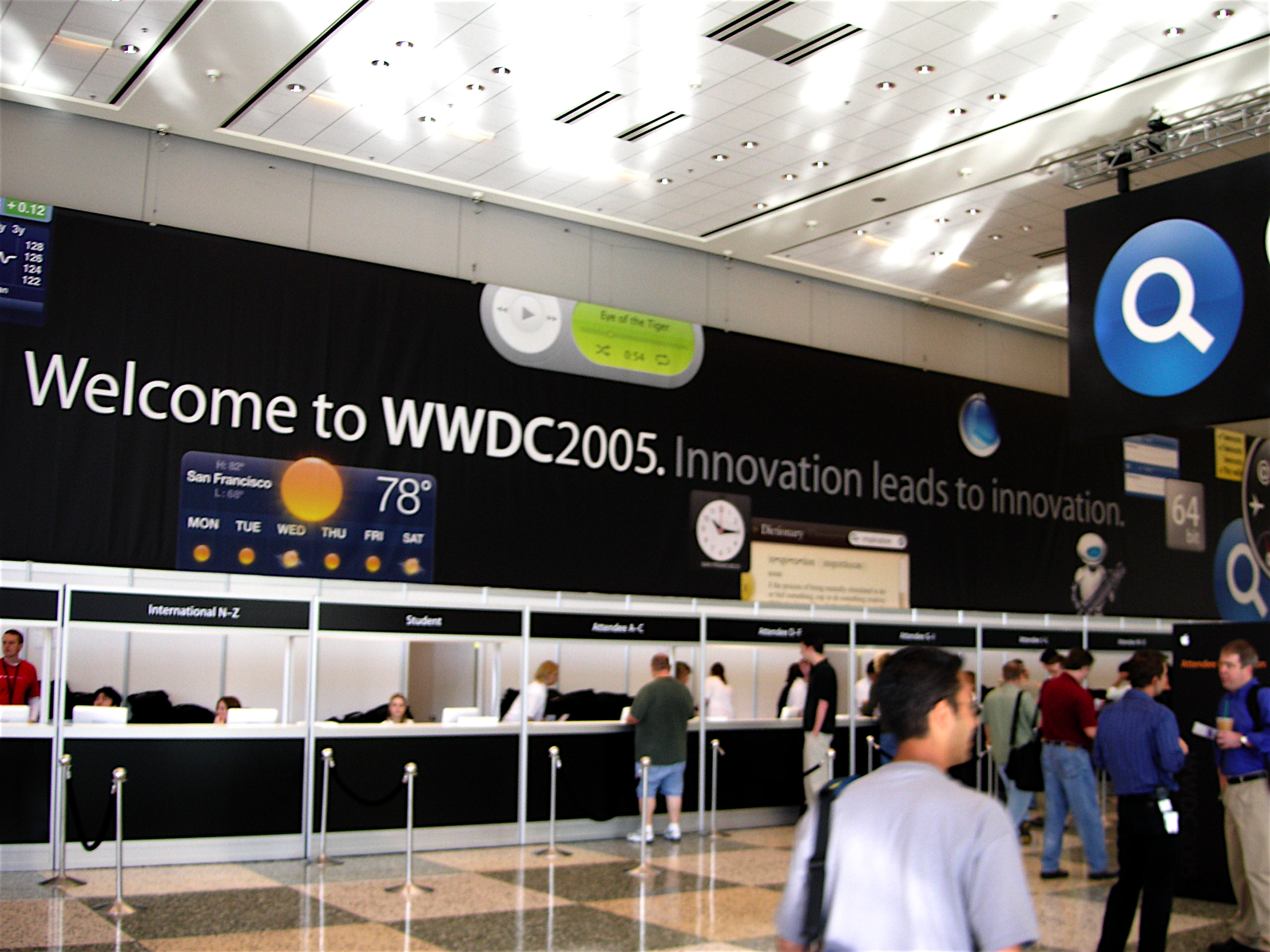
WWDC din 2005, la Moscone Center

## Descriere
Toți participanții trebuie să semneze un acord de nedivulgare a sesiuni care acoperă și alte materiale înmânate la WWDC.". În trecut, nota cheie a fost, de asemenea, acoperită de NDA, dar în ultimii ani, Apple a emis o adresă de webcast pentru o audiență mult mai largă decât cea inițială. Înainte de 2002, WWDC nu a fost un loc pentru anunțuri de hardware, dar Apple a deviat de la acest principiu în 2002, când acesta a anunțat montarea rack-server-ului Xserve, în 2003, când a fost anunțată introducerea iSight și Power Mac G5, în 2004, când a avut loc introducerea noului Apple Cinema Display, în 2005, când a fost făcut un anunț prin care Apple Computer va începe tranziția computerelor lor de pe linia de microprocesoare IBM PowerPC pe linia Intel x86, și în 2006, odată cu lansarea Mac Xeon bazat pe Mac Pro și Xserve.
În 2003, WWDC a fost fuzionat cu o altă expoziție Apple numită QuickTime Live. Numărul de sesiuni de QuickTime a fost majorat, iar Apple Design Awards s-a alăturat lui Apple Design Awards for QuickTime Content. În același timp, a fost adăugat mai mult conținut orientat către diverse întrepronderi , concentrându-se foarte mult pe Xserve și pe sistemul de operare Mac OS X.